# Durène
Pour l’article ayant un titre homophone, voir Durenne.
Le durène ou 1,2,4,5-tétraméthylbenzène est un hydrocarbure aromatique dérivé du benzène. C'est un intermédiaire dans la synthèse de l'acide pyromellitique qui est utilisé pour la fabrication d'agents de durcissement, de colles et de matériaux de revêtement. Il est utilisé dans la fabrication de certaines matières premières pour les plastiques techniques (polyimides) et d'agent de réticulation pour les résines glycéro.
Le 1,2,4,5-tétraméthylbenzène a un spectre RMN du proton simple qui consiste en deux singulets correspondants aux deux atomes d'hydrogène aromatiques (2H) et aux quatre groupes méthyle (12H). Il est également très soluble dans le chloroforme. Ce composé est donc un très bon étalon RMN standard.